# Roystonea palaea
Roystonea palaea là tên khoa học của một loài cau thuộc chi Roystonea, đã tuyệt chủng vào khoảng đầu thế Miocen. Loài này được biết đến qua hóa thạch của hoa trong tầng Burdigala (20,44-15,97 Ma) của thế Miocen, được tìm thấy ở thành phố Santiago (thuộc đảo Hispaniola, Cộng hòa Dominica). Danh pháp thứ hai của loài này là R. palaios, palaios trong tiếng Hy Lạp có nghĩa là "cổ xưa".
Hoa đực và hoa cái của R. palaea được bảo quản trong cùng một mẩu hổ phách. Mẫu vật hổ phách này hiện đang được lưu giữ trong bộ sưu tập của trường Đại học bang Oregon ở thành Corvallis, Oregon, mang số hiệu "Sd-9-101", nơi mà R. palaea được nghiên cứu và mô tả bởi tiến sĩ George Poinar. Ponair đã cho xuất bản mô tả của mình trong Botanical Journal of the Linnean Society, quyển 139.
R. palaea được đặt trong chi Roystonea (cau vua). Những mẫu hoa hóa thạch có màu nâu sậm, chỉ có những bao phấn là mang màu trắng nhạt. Hoa của R. palaea có cấu trúc tương tự của loài R. oleracea và R. dunlapiana. R. palaea có một đặc điểm khác biệt so với các thành viên khác của chi Roystonea là kích thước lớn của đài hoa, trong khi R. dunlapiana có đài hoa ngắn nhất. Bao phấn của R. oleracea cong ở phần đầu, trong khi R. palaea lại thẳng và ngắn hơn của R. oleracea.
Đáng chú ý là hai vết xước trên hoa cái, vốn đang mang quả non. Tiến sĩ Poinar cho rằng những tổn thương này có thể là do những động vật ăn cỏ gây nên, hoa rơi xuống nhựa cây mềm và sau đó bị hóa thạch.